# Ровиль-деван-Байон
Рови́ль-дева́н-Байо́н (фр. Roville-devant-Bayon) — коммуна во французском департаменте Мёрт и Мозель, региона Лотарингия. Относится к  кантону Аруэ.

## География
Ровиль-деван-Байон расположен в 27 км на юг от Нанси. Соседние коммуны: Байон на северо-востоке, Вирекур на востоке, Мангонвиль на юге и Ланёввиль-деван-Байон на западе.

## История
В 1822 году известным французским агрономом Матье де Домбаль здесь была основана сельскохозяйственная школа. Это было сделано по просьбе Антуана-Клода Бертье (1761—1854), члена Университета Нанси, который долгое время проживал в Ровиль-деван-Байон и предоставил свою землю для школы.

## Демография
Население коммуны на 2010 год составляло 810 человек.
| 1962 | 1968 | 1975 | 1982 | 1990 | 1999 | 2010 |
| ---- | ---- | ---- | ---- | ---- | ---- | ---- |
| 666  | 720  | 827  | 737  | 628  | 680  | 810  |